# Rive, Piemonte
Rive är en ort och kommun i provinsen Vercelli i regionen Piemonte, Italien. Kommunen hade 447 invånare (2018).